# Aleutski bazen
Aleutski bazen je oceanski bazen koji se nalazi ispod jugozapadnog Beringovog mora. Dok je sjeveroistočna polovica Beringovog mora smještena iznad Sjevernoameričke ploče u relativno plitkim vodama, Aleutski bazen obuhvaća oceansku ploču, koja je preostali dio ploče Kula koja je pretežno subducirana ispod Sjevernoameričke ploče.
Subdukcija Ku ploče Kula je zaustavljena nakon formiranja Aleutskog rova koji se nalazi na njenom jugu. Preostali dio ploče Kula spojio se sa Sjevernoameričkom pločom. Ova bivša zona subdukcije sada je poznata kao Beringijska margina, koja trenutno obuhvaća šesnaest podmorskih kanjona, uključujući kanjon Zhemchug, koji se smatra najvećim na svijetu.
Dubokovodni dio Beringova mora podmorskim grebenom Širšov greben i Greben Bowers dijeli se na Komandorski bazen i Bowersov bazen. Zapovjednički bazen zauzima zapadni dio Beringovog mora, sa Širšovim grebenom na istočnoj granici. Širsov greben se proteže 750 km južno od ruskog Oljutorskog poluotoka te se spoja s grebenom Bowers. Greben Bowers proteže se u obliku luka preko otprilike 900 km od luka Aleutskih otoka do sjeverozapadnog završetka, gdje se susreće sa Širšovim grebenom. Ovaj nekadašnji otočni luk, greben Bowers, istaknuta je geološka struktura  polukružnog oblika koja se susreće s Aleutskim lukom i, zajedno s Aleutima, omeđuje Bowersov bazen.
Sjeverni dio Širšovog grebena formiran je prije 95 milijuna godina. Greben postaje mlađi kako ide prema jugu, a južni dio Širšovog grebena formiran je prije 33 milijuna godina (rani oligocen). Greben Bowers nastao je 30 milijuna godina prije sadašnjosti (kasni oligocen).